# Klein Selwerderhof
Klein Selwerderhof is een noodbegraafplaats in de wijk Selwerd in de Nederlandse stad Groningen.
Het kerkhof bestaat uit twee delen: Klein Selwerderhof I en Klein Selwerderhof II  genaamd, die beide aan de oostkant van de Iepenlaan liggen, ten noorden en ten zuiden van de Joodse begraafplaats. Aan de overzijde van de Iepenlaan ligt de begraafplaats het Selwerderhof, waar het zijn naam aan ontleent.

## Klein Selwerderhof I
Dit zuidelijke gedeelte werd in  augustus 1942 aangelegd op last van de Duitse bezetter, omdat er in de stad geen begraafplaatsen beschikbaar waren en de aanleg van de Selwerderhof was gestaakt. Het perceel werd verworven van de Joodse gemeente.  Er was plek voor 542 graven. In het midden was ruimte voor een massagraf – het was immers oorlog.

## Klein Selwerderhof II
Het noordelijke gedeelte werd tussen 1946 verworven en opengesteld, omdat de eerste locatie dreigde vol te raken en de aanleg van Selwerderhof nog niet was hervat. Hier was ruimte voor 842 graven en 96 kindergraven.